# 沖なつ芽
沖 なつ芽（おき なつめ、1994年9月25日 - ）は、日本の女優、歌手。神奈川県出身。
株式会社トキエンタテインメント(2022年）を退社し、現在サンズエンタテインメント所属。
旧芸名は陸奥なつ芽。

## 出演

### テレビドラマ
- ドラマ10「コピーフェイス～消された私～」（2016年、NHK）　₋田辺朋美 役
- 日曜劇場「仰げば尊し」（2016年、TBS）　-幡野なつ芽 役
- 神の舌を持つ男 第2話（2016年、TBS） - 宿泊客 役
- 突然ですが、明日結婚します 第1話・第7話（2017年、フジテレビ） - 銀行員 役
- スーパーサラリーマン左江内氏 第5話（2017年、日本テレビ） - 女性社員 役
- ウチの夫は仕事ができない 第5話（2017年、日本テレビ） - 女性社員 役
- 地味にスゴイ！DX校閲ガール・河野悦子（2017年、日本テレビ） - 新人編集者 役
- 下北沢ダイハード 第7話（2017年、テレビ東京） - 店の客 役
- 真昼の悪魔（2017年、東海テレビ） - 英会話教室の生徒 役
- ブスだってI LOVE YOU（2018年、テレビ朝日） - 美女 役
- カラスになったおれは地上の世界を見おろした。（2018年、NHK-BS） - モデル 役
- モノローグ Koi koi物語（2020年、配信） - 池上千晴 役
- そして、ユリコは一人になった（2020年、関西テレビ） - 村上恵麻 役
- THE SHOW TIME（2021年、配信） - 中川蘭 役
- 今日と明日の狭間の日々（2021年、配信） - 小森恵子 役

### 映画
- 美しい星（2017年） - 看護師 役
- ショートムービー「ショパンの姉妹」（2018年）
- 元メンに呼び出されたら、そこは異次元空間だった（2021年） - 歩美 役
- さよなら グッド・バイ（2022年） - 作子 役
- 終わりが始まり（2022年） - 末永 役

### 舞台
- SOULFUL SOUL（2016年、赤坂RED/THEATER）
- ミュージカル「バイトショウ‐国際篇‐」（2017年、神奈川県立青少年センター） - サツキ 役
- A.R.P 3月公演「ラストステージ」（2018年） - 桜 役
- オムイズムvol.2「園園～そのその～」（2019年、北沢タウンホール）
- 隣のきのこちゃん～すもうでもうぼうなかれらは大統領とスモウ？！～（2019年）
- 「Collar×Malice -岡崎契編-」（2019年、シアターサンモール／松下IMPホール） - 菅原理香 役
- 古 -inishie-（2019年、シアターサンモール） - 石嶺はるか 役
- 朗読劇「HARAJUKU ～天使がくれた七日間～」（2019年）
- 2077 -Robot Hunter-（2019年、R's アートコート）
- 隣のきのこちゃん～革命VS革命男性モブ化計画～」（2019年）
- スペーストラベロイド（2020年、赤坂RED/THEATER） - ヒロイン・日菜子 役
- それぞれの為（2020年、CBGKシブゲキ!!） - あゆぺそ 役
- 新サクラ大戦 the Stage」（2020年、ヒューリックホール東京） - クラリス 役
- 新サクラ大戦 the Stage～桜歌之宴～（2021年、ヒューリックホール東京） - クラリス 役
- 優、ちょっと（2021年、上野ストアハウス） - 新井優 役
- THE SHOW TIME（2021年、池袋Mixalive） - 中川蘭 役
- ミュージカル「美少女戦士セーラームーン」かぐや姫の恋人（2021年、天王洲 銀河劇場） - 宇宙翔 役
- シャットアウト・トイレット（2022年、萬劇場）
- ライブコンサート「新サクラ大戦 the Stage～桜歌之宴＜二幕＞～」（2022年） - クラリス 役
- トレーディングライフ（2022年） - 新井摩耶 役

### 声優
- オランピアソワレ（2021年、オトメイト／アイディアファクトリー）
- 幻想喫茶アンシャンテ（2021年、オトメイト／アイディアファクトリー）
- even if TEMPEST 宵闇にかく語りき魔女（2022年、ボルテージ） - オーラ・リンゼル 役

### CM
- 東日本銀行 店頭ポスター（2012年）
- 三井アウトレットパーク「新春サプライズ!」（2015年）
- JRA「UMAJO」（2018年）
- 大正製薬「パブロンメディカル」スマートスピーカー」（2018年）

### その他
- カサリンチュ「ハッピーエンド」MV（2014年） - 女子高生 役
- 情報番組「ちば朝ライブ モーニングこんぱす」（2021年4月-2022年3月：千葉テレビ） - レギュラーキャスター
- ジェフユナイテッド市原・千葉公式プロモーションチーム アキュアマーメイド（2018年-）

## ディスコグラフィ

### シングル
| 枚  | 発売日        | タイトル    | 形態 | タイアップ      |
| --- | ------------- | ----------- | ---- | --------------- |
| 1st | 2022年7月27日 | 「STOP ME」 | 配信 | StepManiaX 収録 |